# Швеция на Чемпионате мира по лёгкой атлетике 2017
Швеция на Чемпионате мира по лёгкой атлетике 2017, который проходил с 4 по 13 августа 2017 года в Лондоне (Великобритания), была представлена 32 спортсменами.

## Medalists
| Медаль  | Спортсмен     | Соревнования            | Дата      |
| ------- | ------------- | ----------------------- | --------- |
| Серебро | Даниэль Столь | Метание диска (мужчины) | 6 августа |

## Результаты

### Мужчины
Трековые и шоссейные дисциплины
| Спортсмен         | Дисципліна           | Забіги               | Забіги               | Полуфинал | Полуфинал            | Финал                | Финал                |
| Спортсмен         | Дисципліна           | Результат            | Место                | Результат | Место                | Результат            | Место                |
| ----------------- | -------------------- | -------------------- | -------------------- | --------- | -------------------- | -------------------- | -------------------- |
| Андреас Крамер    | 800 м                | 1:45.98              | 2 Q                  | 1:46.25   | 6                    | Завершил выступление | Завершил выступление |
| Каллє Берглунд    | 1500 м               |                      |                      |           |                      |                      |                      |
| Мікаел Еквалл     | Марафон              | н/д                  | н/д                  | н/д       | н/д                  | 2:18:12              | 32                   |
| Девід Нільссон    | Марафон              | н/д                  | н/д                  | н/д       | н/д                  | 2:22:53              | 52                   |
| Эмиль Блумберг    | 3000 м з перешкодами | DNF                  |                      |           |                      |                      |                      |
| н/д               | н/д                  | Завершил выступление | Завершил выступление |           |                      |                      |                      |
| Наполеон Соломон  | 8:35.95              | 9                    | н/д                  | н/д       | Завершил выступление | Завершил выступление |                      |
| Анатоль Ібаньєз   | Ходьба 20 км         | н/д                  | н/д                  | н/д       | н/д                  |                      |                      |
| Персеус Карлстром | Ходьба 20 км         | н/д                  | н/д                  | н/д       | н/д                  |                      |                      |
| Андерс Ганссон    | Ходьба 50 км         | н/д                  | н/д                  | н/д       | н/д                  |                      |                      |

Технические дисциплины
| Спортсмен        | Дисциплина      | Квалификация | Квалификация | Финал                | Финал                |
| Спортсмен        | Дисциплина      | Результат    | Место        | Результат            | Место                |
| ---------------- | --------------- | ------------ | ------------ | -------------------- | -------------------- |
| Арманд Дуплантіс | Прыжки с шестом | 5.70         | 8 q          | 5.50                 | 9                    |
| Микель Торнеус   | Прыжки в длину  | 7.08         | =5 Q         | 8.19                 | 8                    |
| Никлас Аррениус  | Метание диска   | 58.91        | 24           | Завершил выступление | Завершил выступление |
| Симон Петтерссон | Метание диска   | 63.69        | 7 q          | 60.39                | 11                   |
| Даниэль Штоль    | Метание диска   | 67.64        | 1 Q          | 69.19                | 02 !                 |

Многоборье — Десятиборье
| Фредрик Самуэльссон | Результат |
| Фредрик Самуэльссон | Очки      |

### Женщины
Трековые и шоссейные дисциплины
| Спортсмен        | Дисциплина             | Забеги    | Забеги | Полуфинал | Полуфинал | Финал                 | Финал                 |
| Спортсмен        | Дисциплина             | Результат | Место  | Результат | Место     | Результат             | Место                 |
| ---------------- | ---------------------- | --------- | ------ | --------- | --------- | --------------------- | --------------------- |
| Анна Херманссон  | 800 м                  |           |        |           |           |                       |                       |
| Ловіса Линд      | 800 м                  |           |        |           |           |                       |                       |
| Мераф Бахта      | 1500 м                 | 4:03.23   | 2 Q    | 4:04.04   | 2 Q       | 4:04.76               | 9                     |
| Сара Лахти       | 5000 м                 | н/д       | н/д    |           |           |                       |                       |
| Сара Лахти       | 10000 м                | н/д       | н/д    | н/д       | н/д       | DNF                   |                       |
| Луиз Викер       | Марафон                | н/д       | н/д    | н/д       | н/д       | DNF                   |                       |
| Лиза Ринг        | Марафон                | н/д       | н/д    | н/д       | н/д       | 2:48:39               | 60                    |
| Шарлотта Фугберг | 3000 м с препятствиями | 10:21.21  | 39     | н/д       | н/д       | Завершила выступление | Завершила выступление |
| Мария Ларссон    | 3000 м с препятствиями | 9:48.13   | 23     | н/д       | н/д       | Завершила выступление | Завершила выступление |

Технические дисциплины
| Спортсмен             | Дисциплина      | Квалификация | Квалификация | Финал                 | Финал                 |
| Спортсмен             | Дисциплина      | Результат    | Место        | Результат             | Место                 |
| --------------------- | --------------- | ------------ | ------------ | --------------------- | --------------------- |
| Эрика Кинси           | Прыжки в высоту |              |              |                       |                       |
| Софи Скоог            | Прыжки в высоту |              |              |                       |                       |
| Ангелика Бенгтссон    | Прыжки с шестом | 4.55         | =8 q         | 4.55                  | 10                    |
| Лиза Ґуннарссон       | Прыжки с шестом | 4.35         | 17           | Завершила выступление | Завершила выступление |
| Микаэла Майер         | Прыжки с шестом | NH           |              |                       |                       |
| Завершила выступление |                 |              |              |                       |                       |
| Хадді Санья           | Прыжки в длину  | 6.42         | 16           | Завершила выступление | Завершила выступление |
| Фанни Роос            | Толкание ядра   | 17.31        | 20           | Завершила выступление | Завершила выступление |
| Марінда Петерссон     | Метание молота  | 66.46        | 20           | Завершила выступление | Завершила выступление |
| Ида Сторм             | Метание молота  | 67.39        | 17           | Завершила выступление | Завершила выступление |